# Kim Young-geun
Kim Young-geun ((김영근?); 12 ottobre 1978) è un ex calciatore sudcoreano, di ruolo centrocampista.